# V-Ray

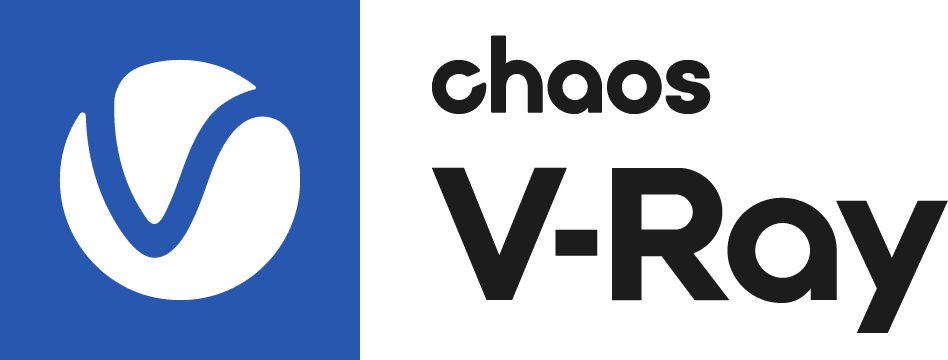
Logo do software

V-ray é um software de renderização que utiliza técnicas avançadas para o desenvolvimento de projetos em 3D. O V-Ray é  desenvolvido pela Chaos Group, sendo o núcleo de desenvolvimento formado por Vladimir Koylazov e Peter Mitev. Este software de renderização é dedicado a software proprietários de modelagem como o 3D Studio Max, Google SketchUp, Maya (software), Rhinoceros 3D e Cinema 4D. O software é o mais utilizado para obtenção de perspectivas em fotorrealismo, pois apresenta técnicas avançadas de iluminação global e de mapeamento. O V-Ray é utilizado no desenvolvimento de produções cinematográficas e de jogos de grandes companhias.
Para o ambiente software livre existe o YafRay, dedicado ao Blender.